# Дулова Гульнара Василівна
Дулова Гульнара Василівна (14 листопада 1965) — балерина, Народна артистка Республіки Саха (Якутія).

## Біографічні відомості
Народилася 14 листопада 1965 року. 
У 1984 році закінчила Бурятське державне хореографічне училище. Того ж року почала працювати в Якутському музичному театрі.
З 1991 року працює в Театрі опери і балету Республіки Саха.